# مدام (قرية)
مدام هي قرية تقع في مديرية همدان بمحافظة صنعاء،اليمن.

## تاريخ
ذكر قرية مدام الكاتب أبو محمد الحسن الهمداني الذي عاش في القرن العاشر في كتابه "صفة جزيرة العرب" في قسم الأماكن التي ورد ذكرها في الشعر العربي. بحيث يصفه بأنه مكان في همدان.  وايضآ ذكر كاتب القرن الثالث عشر ياقوت الحموي قرية مدام. 